# Бульвар Слави
Бульвар Слави — вулиця з бульваром у Соборному районі Дніпра.

## Незавершеність бульвару
Вулиця має дві нез'єднані між собою ділянки. За задумом архітекторів, що проектували житловий район «Лоцманський» у кінці 1960-их років, бульвар Слави мав стати головною віссю району, що починався з осі Станового острову (тепер коса Гребного каналу) й піднімався угору до верхнього плато, на якому звели мікрорайон «Сокіл». Після проспекту Праці бульвар Слави продовжується головною вулицею житлового району «Тополя» — вулицею Панікахі, але вже без бульварної частини. За початковими планами бульваром Слави мав підніматися до Тополі тролейбус. На землі приватного сектора Лоцманської Кам'янки між вулицею Новорічна й вулицею Космонавта Комарова на Соколі планувалося забудувати багатоповерховий мікрорайон «Запорізький».

## Опис бульвару Слави
Назву бульвар отримав 1975 року разом з сусідніми Набережною Перемоги й проспектом Героїв за радянською святинею — 30-річчям перемоги СРСР у німецько-радянській війні 1941—1945 років.
Довжина нижньої ділянки бульвару Слави — 1000 метрів; вищої ділянки — 850 метрів.
У нижній частині бульвар частково розташовано на намивних землях, а у решті низинної частини та угорі, — на землях давнього козацького селища Лоцманська Кам'янка.
Бульвар забудовано житловими будинками у 9-16 поверхів. Бульвар Слави розділяє багатоповерхову забудову на житлові масиви:
- між Набережною Перемоги й проспектом Героїв — на ж/м «Перемога-5» (з заходу) й ж/м «Перемога-6» (зі сходу);
- між проспектом Героїв й Новорічною вулицею — на ж/м «Перемога-4» (з заходу) й ж/м «Перемога-7» (зі сходу);
- у вишній частині бульвару — на ж/м «Сокіл-1» (з заходу) й ж/м «Сокіл-6» (зі сходу).[1]

На розі бульвару Слави й проспекту Героїв 1995 року відкрили пам'ятник на честь 50-ї річниці перемоги СРСР у німецько-радянській війні — стела з алегоричними зображеннями військових й робітників тилу з написом «Пам'яті вашій, мужності вашій Мати — Вітчизна схиляє чоло».

## Перехресні вулиці

### Нижня дільниця бульвару
- Набережна Перемоги,
- Відрадний провулок,
- вулиця Гетьмана Петра Дорошенка,
- проспект Героїв,
- Новорічна вулиця.

#### Площі у низинній частині бульвару
- площа Вучетича,[2]

### Вища дільниця бульвару
- вулиця Олександра Кукурби,
- Космодромна вулиця,
- Євпаторійська вулиця,
- проспект Праці,
- вулиця Панікахи.

## Будівлі
- № 3м — магазин «АТБ» № 475; Ринок «Новий»;
- № 5 — Супермаркет «Сільпо»;
- № 6б — Офіс мережі магазинів Comfy;
- № 7к — магазин «Простір»;
- № 10 — Навчальний центр «IQ»;
- № 17 — Магазин «АТБ» № 11;
- № 18а — храм Всіх Святих Російської православної церкви в Україні;[4]
- № 25 — Дитячий садок № 3 «Малюк»;
- № 34а — Магазин «АТБ» № 35;
- № 45б — ЖК «Соколовський»;
- № 62г — Столярний цех ПП «СВК».